# Ernst Schneppenhorst
Ernst Wilhelm Schneppenhorst (19 de abril de 1881 - 24  de abril de 1945) fue un político bávaro del Partido Socialdemócrata de Alemania (SPD).

## Biografía
Schneppenhorst nació en Krefeld. Después de su proceso de formación como carpintero, viajó como oficial por Alemania, Austria, Hungría, Italia y Suiza, antes de establecerse en Núremberg. En 1906, se convirtió en miembro del sindicato de trabajadores maderero, y después en secretario del sindicato. Fue miembro del parlamento bávaro entre 1912 y 1920, en 1918 se convirtió en líder del mando general del III Cuerpo Real Bávaro, y sucedió a Richard Scheid (USPD) en 1919, quien fue solo por unas pocas semanas ministro de asuntos militares (ministro de guerra). En los años siguientes construyó un instituto óptico, y fue miembro del Reichstag entre 1932 y 1933. En 1933 el instituto óptico fue confiscado por los nazis, y Schneppenhorst encarcelado principalmente en 1937. Después fue miembro de la resistencia sindicalizada a las órdenes de Wilhelm Leuschner. Fue detenido de nuevo en 1939, y tras el fracaso del complot del 20 de julio fue arrestado en el campo de concentración de Oranienburg, y después transferido a la prisión de la calle Lehrter de Berlín.
En la noche del 23-24 de abril de 1945 Ernst Schneppenhorst, en compañía de Albrecht Theodor Andreas von Bernstorff y Karl Ludwig Freiherr von und zu Guttenberg, salió y fue asesinado por un comando del Reichssicherheitshauptamt.
Ernst Schneppenhorst es honrado en el Memorial en recuerdo de los 96 miembros del Reichstag asesinados por los nazis, situado en 1992 cerca del edificio del Reichstag en Berlín.